# Gülnäfis Ajtmuchambetowa
Gülnäfis Ğarifollaqyzy Ajtmuchambetowa (kasachisch Гүлнәфиз Ғарифоллақызы Айтмұхамбетова; russisch Гульнафис Гарифоллаевна Айтмухамбетова/Gulnafis Garifollajewna Aitmuchambetowa; * 2. Februar 1988 in Gurjew, Kasachische SSR, UdSSR) ist eine kasachische Taekwondoin, die in der Gewichtsklasse bis 67 Kilogramm aktiv ist. Bis zum Jahr 2008 startete sie international für Russland.
Ajtmuchambetowa nimmt seit 2006 an internationalen Wettbewerben teil. Ihre ersten großen Titelkämpfe bestritt sie bei der Weltmeisterschaft 2007 in Peking und der Europameisterschaft 2008 in Rom, wo sie jedoch frühzeitig ausschied. Seit 2009 startet Ajtmuchambetowa für Kasachstan und feierte erste internationale Erfolge. In der Klasse bis 67 Kilogramm gewann sie bei der Universiade in Belgrad die Goldmedaille und zog bei der Weltmeisterschaft in Kopenhagen ins Viertelfinale ein. Im folgenden Jahr gewann sie bei den Asienspielen in Guangzhou mit Bronze ihre erste internationale Medaille. Beim asiatischen Olympiaqualifikationsturnier 2011 in Bangkok gewann Ajtmuchambetowa den entscheidenden Kampf um den dritten Platz und qualifizierte sich für die Olympischen Spiele 2012 in London.